# Меморіал Лайоша Асталоша
Меморіал Лашоша Асталося – міжнародний шаховий турнір, який проводився в Угорщині від 1958 до 1971 року, присвячений пам'яті Лайоша Асталоша, шахіста, судді і шахового діяча.
Всі турніри відбулися за круговою системою за участю від 12 до 16 гравців. Серед його переможців були провідні шахісти світу, зокрема, Михайло Таль, Віктор Корчнойj, Лайош Портіш, Давид Бронштейн і Марк Тайманов. 

## Переможці меморіалів
| №  | Рік  | Місто        | Переможці                                   |
| -- | ---- | ------------ | ------------------------------------------- |
| 1  | 1958 | Балатонфюред | Лайош Портіш                                |
| 2  | 1959 | Балатонфюред | Ратмір Холмов                               |
| 3  | 1960 | Балатонфюред | Іштван Білек, Хонфі Карой                   |
| 4  | 1961 | Дебрецен     | Ісаак Болеславський, Ервін Хааг             |
| 5  | 1962 | Кечкемет     | Ратмір Холмов                               |
| 6  | 1963 | Мішкольц     | Михайло Таль                                |
| 7  | 1964 | Печ          | Мілко Бобоцов, Айварс Гіпсліс               |
| 8  | 1965 | Дюла         | Віктор Корчной                              |
| 9  | 1966 | Сомбатгей    | Давид Бронштейн, Вольфганг Ульманн          |
| 10 | 1967 | Шалготар'ян  | Ласло Барцаї, Іштван Білек, Леонід Шамкович |
| 11 | 1968 | Дебрецен     | Володимир Ліберзон                          |
| 12 | 1969 | Залаегерсег  | Марк Тайманов                               |
| 13 | 1971 | Байя         | Дьожьо Форінтош                             |